# Pasaje Interior
El Pasaje Interior o Paso del Interior (en inglés, Inside Passage) es un conjunto de canales que forman una ruta costera para buques transatlánticos desde la región noroccidental del Panhandle de Alaska hasta la costa de la Columbia Británica. La ruta discurre a lo largo de una serie de pasajes entre el continente y gran número de islas costeras. Los buques que utilizan la ruta puede evitar las malas condiciones climáticas en el océano abierto, y visitar las numerosas comunidades aisladas a lo largo de la ruta. Es muy recorrida por cruceros, cargueros, remolcadores con remolques, embarcaciones de pesca y buques de la Alaska Marine Highway y de los sistemas de BC Ferries. El nombre de «Inside Passage» también se utiliza para referirse al océano y las islas a lo largo de todo el pasaje. 
Aunque el archipiélago Alexander proporciona alguna protección contra el clima del océano Pacífico, gran parte de la zona experimenta fuertes mareas semi-diurnas que puede crear extremas diferencias entre la marea alta y baja, de 30 pies (9 m), que requieren un pilotaje muy cuidadoso en muchos lugares con el fin de no chocar con obstáculos sumergidos. 
El Paso Interior se refiere a veces como el Paso Terrestre (Inland Passage) que es una referencia a la búsqueda de los primeros exploradores para localizar el Paso del Noroeste entre el océano Pacífico y el océano Atlántico. 
La porción de Alaska del Pasaje Interior, en el norte, se extiende unos 800 km de norte a sur y unos 160 km de este a oeste. La zona comprende 1.000 islas, 24.000 km de costa y miles de calas y bahías. La porción sur de la Columbia Británica de la ruta es de una amplitud similar, con un máximo de 40.000 km de costa, e incluye el protegido estrecho de Georgia, entre la isla de Vancouver y la Columbia Británica continental, los estrechos de Johnstone y de la reina Carlota también entre la isla de Vancouver y el continente, así como un breve tramo a lo largo del mayor y más expuesto estrecho de Hécate, cerca de las islas del archipiélago de la Haida Gwaii. A través del Fitz Hugh Sound hacia el norte, la ruta está protegida a través por las islas grandes de esa zona, como la isla Princesa Real e isla Pitt . 
El Paso Interior es un destino para los kayakistas y piragüistas de todo el mundo. Cada año los grupos e individuos reman a lo largo de los fiordos de la Columbia Británica hasta Glacier Bay en Alaska.

## Galería

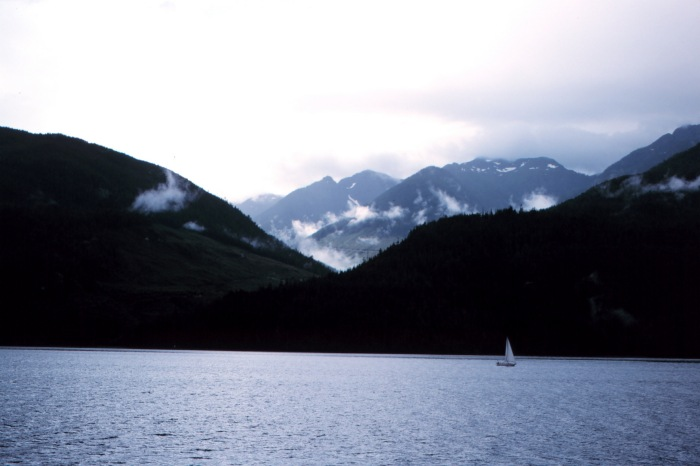
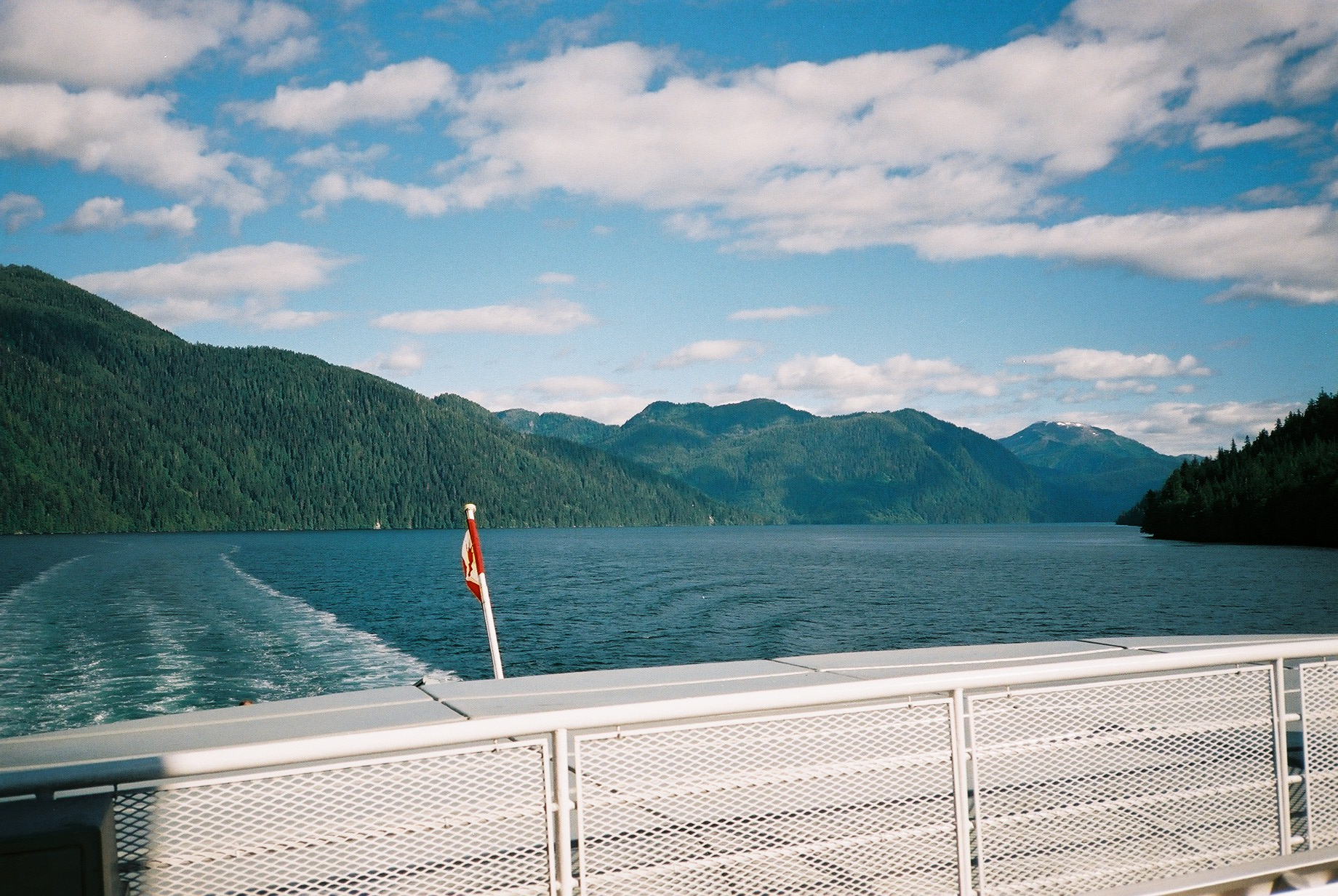
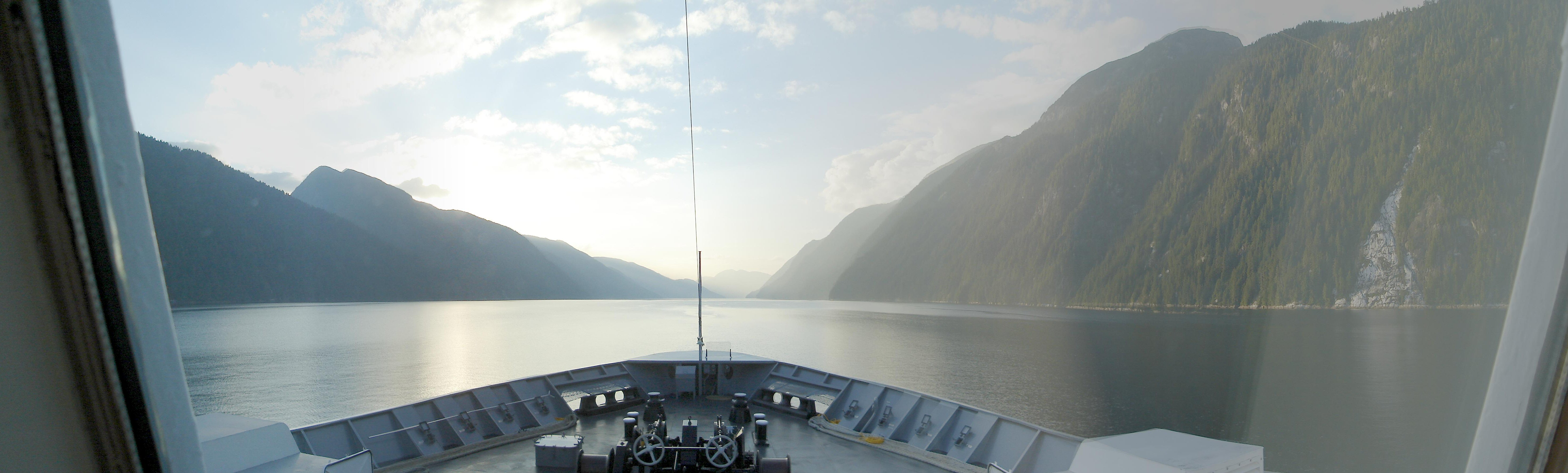